# Peruwianie za Zmianą
Peruwianie za Zmianą (hiszp. Peruanos Por el Kambio, PPK) – peruwiańska centroprawicowa partia polityczna. Została zarejestrowana w październiku 2014 roku. Jej założycielem oraz pierwszym liderem był były premier oraz ekonomista Pedro Pablo Kuczynski, w latach 2016–2018 prezydent Peru. Po wygranych przez niego wyborach prezydenckich, na nowego przywódcę partii w sierpniu 2016 roku wybrano Gilberta Violeta. 

## Udział w wyborach
Wybory generalne z 2016 roku były pierwszymi, w których partia startowała. W wyborach wybierano prezydenta oraz 130 członków Kongresu. Kandydatem na prezydenta został ówczesny lider partii, Pedro Kuczynski. W pierwszej turze uzyskał 21,05% głosów, co dało mu drugie miejsce za Keiko Fujimori, byłą pierwszą damą oraz liderką Sojuszu dla Przyszłości, która uzyskała 39,86%. W drugiej turze Pedro Kuczynski wygrał wybory o 41 tysięcy głosów, otrzymując 50,12%. W wyborach do Kongresu partia uzyskała wynik 16,47%, co przełożyło się na 20 mandatów. W czasie trwania kadencji, partię opuściło kilku deputowanych, co spowodowało zmniejszenie się reprezentacji partii do 11 osób.
21 marca 2018 Pedro Pablo Kuczynski zrezygnował ze stanowiska po tym, jak ujawniono korupcję przy głosowaniu nad jego impeachmentem. 23 marca 2018 parlament przyjął jego rezygnację z urzędu prezydenta Peru. Tego samego dnia na stanowisku prezydenta zastąpił go dotychczasowy wiceprezydent, również członek PPK, Martín Vizcarra.